# 菲利普·罗勒
菲利普·罗勒（德語：Philipp Löhle，1978年8月27日—），生于拉文斯堡，德国戏剧家和戏剧导演。因其作品《被称作高斯普丁》（Genannt Gospodin）而出名。

## 生平
罗勒成长于巴登—巴登，并于埃尔朗根的纽伦堡大学攻读历史、戏剧学、传媒学以及德国文学。在大学期间他已创作出首部作品，并凭借电影短片参加了埃尔朗根的“无声电影音乐节”。毕业后他迁居柏林，分别在广告、新闻与电视节目制作等领域有过实习经历，并在柏林担任过UFA电影公司的助理编辑。2006年他担任巴登—巴登剧院的导演助理，并第一次自主导演了亨宁·曼凯尔的剧作《没良心的凶手哈塞·卡尔松讲述那个女人是怎么在铁路桥边死去的可怕事实》（Der gewissenlose Mörder Hasse Karlsson berichtet die schreckliche Wahrheit, wie die Frau an der Eisenbahnbrücke zu Tode gekommen ist）。之后他获得资助前往伦敦皇家宫廷戏剧院工作。在演出季2008/09罗勒担任柏林马克西姆·高尔基剧院的作家。

## 作品
2005年，他的第一步戏剧作品《大卖场》（KAUF-LAND）在埃尔朗根首演。剧作《被称作高斯普丁》（Genannt Gospodin）则象征着罗勒职业生涯的转折，这部由波鸿剧院的克里斯多·沙高尔思执导的戏剧于2007年10月28日首演，并荣获众多奖项。波鸿首演后，该剧还在巴伐利亚国家剧院上演长达一个月之久。一部由政治教育联邦总部委托创作的戏剧《劫匪。或是，拆了房子造艘船》（Die Kaperer oder Reiß nieder das Haus und erbaue ein Schiff）于2008年3月在维也纳剧院首演。一部将红军派事件戏剧化的作品《重要的参与》（Big Mitmache）于2008年在柏林莱宁广场剧院第一次登上舞台。2008年罗勒的作品《莉莉·林克。或是，雷夫…的困难时期》（Lilly Link oder Schwere Zeiten für die Rev… ）大获成功，于海德堡剧院首演。2010年其作品《多余的事》（Die Überflüssigen）在柏林马克西姆·高尔基剧院首演。

## 奖项
2007年，罗勒凭借剧作《被称作高斯普丁》（Genannt Gospodin）在柏林戏剧大会上获得创作委托，该剧同时获得德国工业联邦协会颁发的“戏剧家奖”，罗勒因此也受邀参加2008年的米尔海姆戏剧大会。《莉莉·林克。或是，雷夫…的困难时期》（Lilly Link oder Schwere Zeiten für die Rev… ）一剧获得2008年海德堡作品市场颁发的评委奖。